# Линия „Густав“
Линията „Густав“ (на немски: Gustav-Linie) е германска отбранителна линия в Италия по време на Италианската кампания на Втората световна война.
Тя пресича целия Апенински полуостров северозападно от Неапол, между устията на реките Гариляно на Тиренско море и Сангро на Адриатическо море. Линията „Густав“ успява да задържи настъплението на Съюзниците от декември 1943 до юни 1944 година, като е преодоляна с цената на тежки загуби с Битката при Монте Касино и Десанта при Анцио.